# Chris Tashima

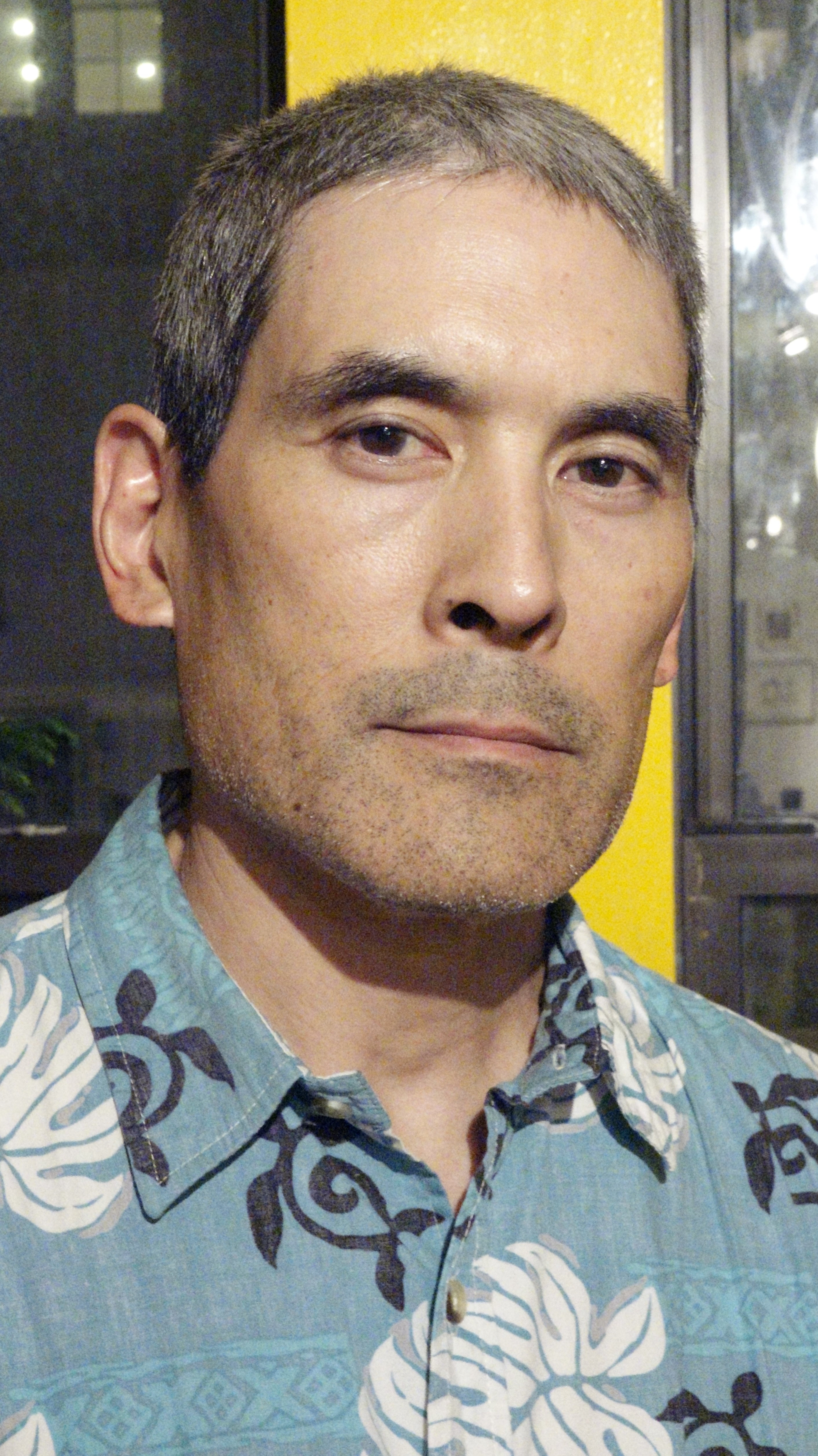
Chris Tashima

Chris Tashima (* 24. März 1960 in Cambridge, Massachusetts) ist ein US-amerikanisch-japanischer Regisseur und Schauspieler. Für seine Regiearbeit bei dem Kurzfilm Visas and Virtue wurde er 1998 mit einem Oscar ausgezeichnet.

## Leben
Tashima wurde im US-Bundesstaat Massachusetts geboren, wuchs aber in den kalifornischen Städten Pasadena und Berkeley auf. Sein Vater Atsushi Wallace Tashima war der erste japanischstämmige Richter an einem US-amerikanischen Bundesberufungsgericht. Tashima studierte Filmproduktion an der UC Santa Cruz und der UC Los Angeles.
1985 begann er seine Schauspielkarriere in der Theatergruppe East West Players. In der Folgezeit spielte er in zahlreichen Spiel- und Kurzfilmen mit und war auch am Theater aktiv. Kleinere Gastrollen hatte er u. a. in den US-Fernsehserien The Shield – Gesetz der Gewalt und Schatten der Leidenschaft. Am Theater wirkte er auch als Bühnenbildner und später als Regisseur und Produzent mit. Für seine Bühnenbilder gewann er 1992 einen Drama-Logue Award für Into the Woods und 1995 einen Ovation Award für Sweeney Todd.
1996 war Tashima Mitbegründer der Produktionsfirma Cedar Grove Productions. Bei dem 26-minütigen Kurzfilm Visas and Virtue führte er 1997 Regie und schrieb auch das Drehbuch, das auf einem Theaterstück von Tim Toyama basiert. Gleichzeitig übernahm er auch die Hauptrolle des Diplomaten Chiune Sugihara. Gemeinsam mit Produzent Chris Donahue wurde er bei der Oscarverleihung 1998 mit einem Award in der Kategorie „Bester Kurzfilm“ ausgezeichnet. Er wurde außerdem mit dem Chrystal Heart Award beim Heartland Film Festival und einer Nominierung beim Algarve International Film Festival geehrt.
2003 entstand der Kurzfilm Day of Independence, bei dem Tashima erneut für Regie und Drehbuch verantwortlich war. Mit diesem Film gewann er zahlreiche Preise bei verschiedenen Filmfestivals.